# Чак Ґарленд
Чак Ґарленд (англ. Chuck Garland; 29 жовтня 1898 — 28 січня 1971) — колишній американський тенісист.
Зумів досягнути 8 місця в рейтингу США.
Перемагав на турнірах Великого шолома в парному розряді.

## Фінали турнірів Великого шолома

### Парний розряд (1 перемога)
| Результат | Рік  | Турнір               | Покриття | Партнер               | Суперники                             | Рахунок            |
| --------- | ---- | -------------------- | -------- | --------------------- | ------------------------------------- | ------------------ |
| Перемога  | 1920 | Вімблдонський турнір | Трава    | Річард Норріс Вільямс | Алджернон Кінґскоут Джеймс Сесіл Парк | 4–6, 6–4, 7–5, 6–2 |